# Luce Garcia-Ville
Luce Garcia-Ville, née Luz Garcia le 28 avril 1932 à Madrid, morte le 14 mai 1975 dans le 5e arrondissement de Paris est une actrice française.

## Biographie

### Vie privée
Comédienne de caractère fine et sensible, elle a surtout brillé sur les planches. Elle était la femme de Sacha Pitoëff.
Elle se suicide le 13 mars 1975 à Paris.
Son dernier tournage fut un épisode de la série L'homme d'Amsterdam avec Pierre Vaneck.

## Filmographie

### Cinéma
- 1961 : L'Année dernière à Marienbad d'Alain Resnais
- 1971 : Rendez-vous à Bray d'André Delvaux
- 1971 : Un peu de soleil dans l'eau froide de Jacques Deray
- 1972 : Nathalie Granger de Marguerite Duras
- 1972 : Les Caïds de Robert Enrico
- 1974 : Les Suspects de Michel Wyn

### Télévision
- 1971 : Tartuffe de Molière, réalisation Marcel Bluwal
- 1972 : Pot-Bouille
- 1973 : Les Enquêtes du commissaire Maigret, épisode : Maigret et la jeune morte de Claude Boissol
- 1973 : Au théâtre ce soir : Les Amants novices de Jean Bernard-Luc, mise en scène Jacques Charon, réalisation Georges Folgoas, Théâtre Marigny
- 1974 : Les oiseaux de lune, réalisation: André Barsacq en 1971 : Mme Chabert
- 1975 : Les Brigades du Tigre, épisode Collection 1909 de Victor Vicas : Mme de Vambrechy
- 1976 : L'homme d'Amsterdam, épisode : Le chat aime la choucroute de Victor Vicas : Marthe Delsart

## Théâtre
- 1961 : La Mouette d'Anton Tchekhov, mise en scène par Sacha Pitoëff, au Théâtre Moderne. Elle jouera la pièce de nouveau en 1967 au même endroit.
- 1962 : Ivanov de Tchekhov, mise en scène par Pitoëff, au Théâtre Moderne.
- 1964 : La Dame de la mer d'Henrik Ibsen, mise en scène par Pitoëff, au Théâtre de l'Œuvre.
- 1964 : Oncle Vania de Tchekhov, mise en scène par Pitoëff, au Théâtre Moderne.
- 1965 : La Cerisaie de Tchekhov, mise en scène par Pitoëff, au Théâtre Moderne.
- 1967, 1968 et 1970 : Henri IV de Luigi Pirandello, mise en scène par Pitoëff, au Théâtre Moderne.
- 1968 : Le Cygne noir de Martin Walser, adaptation de Gilbert Badia, mise en scène par Pitoëff, au Théâtre Moderne.
- 1969 : Oncle Vania de Tchekhov, mise en scène par Sacha Pitoëff, au Théâtre Moderne et au Théâtre des Célestins.
- 1969 : Suzanna Andler de Marguerite Duras, mise en scène par Tania Balachova, au Théâtre des Mathurins.
- 1969 : Quelque chose comme Glenariff de Danièle Lord et Henri Garcin, mise en scène par Garcin lui-même, au Théâtre des Mathurins.
- 1970 : Ne réveillez pas Madame de Jean Anouilh, mise en scène par l'auteur et Roland Piétri, à la Comédie des Champs-Élysées.
- 1971 : Le Goûter de Jeannine Worms, mise en scène par Jacques Échantillon, au Théâtre de l'Odéon.
- 1972 : La Claque d'André Roussin, mise en scène par Roussin lui-même, au Théâtre de la Michodière.
- 1972 : Identité de Robert Pinget, mise en scène par Yves Gasc, au Petit Odéon
- 1973 : La valse des toréadors d'Anouilh, mise en scène par Roland Piétri, avec Louis de Funès, à la Comédie des Champs-Élysées.

1973 - Le Bal des cuisinières, de Bernard Da Costa lecture publique avec Silvia Monfort, aau Festival d'Avignon off 
- 1975 : Lear d'Edward Bond, mise en scène par Patrice Chéreau, au Théâtre national populaire, puis aux Théâtres nationaux de Belgique et de l'Odéon.